# Christel Happach-Kasan
Christel Happach-Kasan geb. Happach (* 4. Januar 1950 in West-Berlin) ist eine deutsche Politikerin (FDP).

## Leben und Beruf

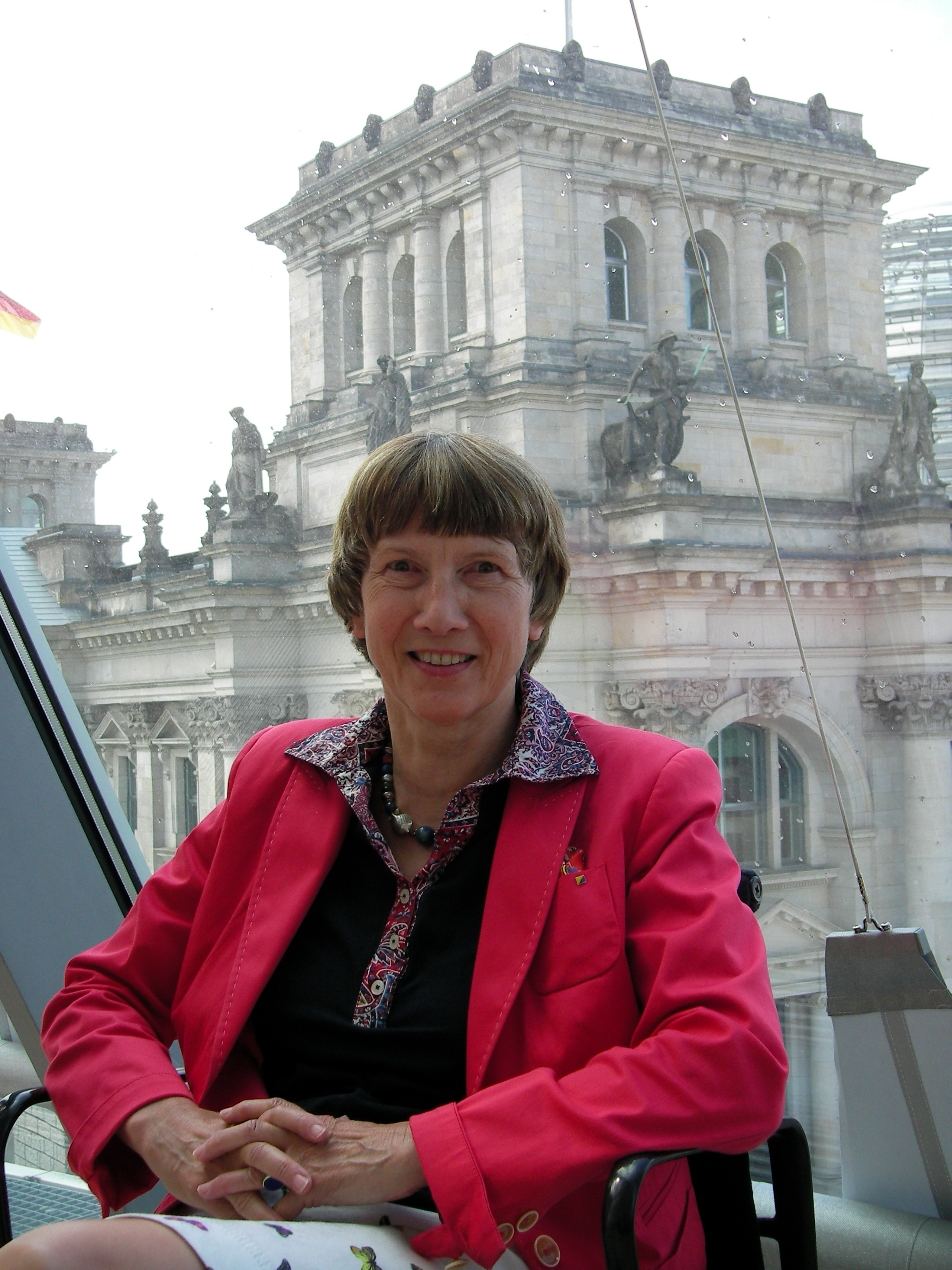
Christel Happach-Kasan vor dem Reichstagsgebäude

Nach dem Abitur an der Lauenburgischen Gelehrtenschule in Ratzeburg verbrachte Christel Happach-Kasan ein Jahr als AFS-Stipendiatin in den USA und begann anschließend ein Studium der Biologie, der Mathematik und der Pädagogik an der Philipps-Universität Marburg, das sie 1976 mit dem ersten Staatsexamen für das Lehramt an Gymnasien beendete. Anschließend war sie als wissenschaftliche Mitarbeiterin am Fachbereich Biologie der Universität Marburg tätig. 1980 wurde sie mit der Arbeit Beobachtungen zur Entwicklungsgeschichte der Dinophyceae ceratium cornutum – Sexualität, Gamie u. Meiose zum Dr. rer. nat. promoviert. Nach dem Referendariat bestand sie 1983 auch das zweite Staatsexamen. Danach war sie als freie Mitarbeiterin bei verschiedenen Verlagen tätig.
Christel Happach-Kasan hat eine Tochter.

## Partei
Seit 1970 ist sie Mitglied der FDP. Sie ist seit 1985 Vorsitzende des FDP-Kreisverbandes Herzogtum Lauenburg. Von 1989 bis 2009 war sie Mitglied im Landesvorstand der FDP Schleswig-Holstein, ab 1999 als stellvertretende Landesvorsitzende. Sie leitete den FDP-Bundesfachausschuss Ernährung, Landwirtschaft und Verbraucherschutz.

## Abgeordnete
Von 1990 bis 1992 gehörte Christel Happach-Kasan dem Kreistag des Kreises Herzogtum Lauenburg an. Von 1992 bis zur Niederlegung ihres Mandates am 10. Dezember 2002 war sie Mitglied des Landtages von Schleswig-Holstein. Hier war sie stellvertretende Vorsitzende der FDP-Landtagsfraktion und Fraktionssprecherin für Agrar- und Umweltpolitik.
Am 10. Dezember 2002 rückte sie für den ausgeschiedenen Abgeordneten Wolfgang Kubicki in den Bundestag nach. Christel Happach-Kasan war Sprecherin für Ernährung und Landwirtschaft der FDP-Bundestagsfraktion und Vorsitzende der Arbeitsgruppe Ernährung, Landwirtschaft und Verbraucherschutz der FDP-Bundestagsfraktion. In ihren Ämtern trat sie für Gentechnik in Pflanzenbau und der Nahrungsmittelkette sowie für vermehrten Anbau und Einsatz von Pflanzen zur Bioenergieerzeugung ein.
Christel Happach-Kasan zog stets über die Landesliste Schleswig-Holstein in den Bundestag ein. Durch das Scheitern ihrer Partei an der Fünf-Prozent-Hürde bei der Bundestagswahl 2013 war sie im 18. Bundestag nicht mehr vertreten.

## Mitgliedschaften
Happach-Kasan war Mitglied der Europa-Union Parlamentariergruppe Deutscher Bundestag und Vorsitzende der Deutsch-Baltischen Parlamentariergruppe.

## Ehrenamtliches Engagement
Sie ist Vorsitzende des Förderkreises Kulturdenkmal Stecknitzfahrt e. V., Mitglied der Freien Lauenburgischen Akademie e. V., Vorsitzende des Umweltausschusses des Schleswig-Holsteinischen Heimatbundes (SHHB), Landesvorsitzende der Schutzgemeinschaft Deutscher Wald (SDW) Schleswig-Holstein, Mitglied im Bundesvorstand der SDW und Mitglied im Kuratorium der Otto-von-Bismarck-Stiftung. Happach-Kasan war vom 28. Mai 2013 bis 28. August 2021 Präsidentin des Deutschen Angelfischerverbandes e. V. (DAFV). Der DAFV mit Sitz in Berlin wurde nach der Verschmelzung des Verbandes Deutscher Sportfischer und des Deutschen Anglerverbandes am 19. Juni 2013 beim Amtsgericht Charlottenburg eingetragen.

## Auszeichnungen
- Freie Elbfischerin[1]
- Offizierskreuz des Verdienstordens der Republik Litauen[2]
- 2013: Orden des Marienland-Kreuzes II. Klasse
- 2024: Bundesverdienstkreuz am Bande